# Charles Simonds
Ne doit pas être confondu avec Charles Simonds (homme politique).
Pour les articles homonymes, voir Simonds.
Charles Simonds, né en 1945 à New York (États-Unis), est un sculpteur américain qui est connu pour ses petites habitations en argile destinées à une population migrante imaginaire, les petites personnes, qu'il place dans des murs en ruine et des coins de façades de maisons.

## Biographie
Charles Simonds naît en 1945 de parents psychanalystes. Sa mère est Anita Bell. De 1963 à 1967, Simonds étudie à l'Université de Californie à Berkeley. Il épouse Joanne Maude Oakes et fait partie du Free Speech Movement. Il étudie avec le céramiste Jim Melchert et avec Harold Paris, rencontre Stanley Fish et obtient sa licence en 1967. Il obtient une maîtrise en beaux-arts de l'Université Rutgers, puis enseigne pendant deux ans la sculpture et l'histoire de l'art au Newark State College
Avec Gordon Matta-Clark et Harriet Korman, il rénove son loft de la rue Christie entre 1969 et 1972, qu'il vend ensuite pour vivre 28th Street. Il rencontre Christo, Holly Solomon, Jeffrey Lew, George Trakas, Suzanne Harris, Keith Sonnier et Philip Glass. Simonds divorce de Joanne Maude Oakes et rencontre Lucy Lippard, avec qui il vit Prince Street à partir de 1972. Charles Simonds se lie d'amitié avec Sol LeWitt, Nancy Holt et Robert Smithson et écrit Three Peoples, une ethnographie fictive.
En 1977, Simonds participe à la documenta 6 à Cassel, où il rencontre son futur beau-père, Franz Meyer, et part un an à Berlin grâce à une bourse du DAAD. Il travaille sur les séries Circles et Towers Growing et participe à la Biennale de Whitney. Schwebende Städte und andere Architekturen (Des villes flottantes et d'autres architectures) sont exposées à la Westphalian Art Association, Münster dont Herbert Molderings est le conservateur. Avec le soutien de Jürgen Schweinbraden, des expositions suivent à Berlin-Est et au Stedelijk Museum d'Amsterdam. „Cracking“ a fiction de Lucy Lippard est publiée par la librairie Walther König et mise à disposition sous forme de catalogue pour l'exposition au Museum Ludwig de Cologne et à la National Gallery à Berlin.
Harry Torczyner, un avocat et critique d'art, loue (comme une sorte d'action surréaliste) un espace publicitaire à Times Square en 1978 où il était écrit Charles Simonds endorses Harry Torczyner for congress (Charles Simonds approuve Harry Torczyner pour le congrès). Charles Simonds n'en avait pas été informé et n'a pas non plus donné son accord pendant la phase de planification.
En 1980, Simonds déménage dans un loft de la 22nd Street, New York. Il est invité par Hans Haacke à enseigner la sculpture à Cooper Union, à New York. En 1981, Simonds expose au Museum of Contemporary Art de Chicago. En 1982, il rencontre Bella Meyer, petite-fille de Marc Chagall, qu'il épouse en 1985 et avec qui il a deux enfants. En 1983, Simonds rencontre souvent Meyer Schapiro et sa femme Lillian pour le thé. En 1986, Simonds a reçoit une bourse de l'American Academy de Rome.
Simonds a fait de nombreux voyages en Allemagne, France, Italie, Autriche, Suisse, Tunisie, Leningrad, Écosse, Shanghai et Guilin, Jérusalem, les Caraïbes et, avec John Beardsley, en Inde.

## Œuvre
Pour Charles Simonds, son travail est sa mythologie personnelle. Ses objets en argile sont des bâtiments pour les petits, dit-il quand quelqu'un le lui demande. Au début, il travaille dans les rues de Soho, et à partir de 1972 également dans le Lower East Side. Environ 200 logements y seront construits sur une période de trois ans sur des appuis de fenêtres, dans des niches murales, des murs en ruine, sous des saillies murales, dans des terrains vagues. Certains durent une journée, d'autres longtemps. Au cours de ses voyages, Simonds installe également ses bâtiments miniatures pour les petits gens dans d'autres villes, d'autres rues.
Les objets en argile non cuite, en sable et en bois de différentes couleurs sont des bâtiments qui rappellent les pueblos des Indiens. Ils doivent être compris comme un récit. Les petits gens bougent et quittent une habitation comme référence à une scène de leur vie. Donc, ils perdurent comme un fantasme dans la ville. Un groupe inventé de personnes qui viennent du passé et s'installent dans de nouveaux endroits dans le présent. La terre sur laquelle ils vivent est un no man's land et peut être colonisée sans aucun effort bureaucratique, un petit monde, son propre système au-delà du monde des galeries. Cela donne au travail de Simond une composante politique.
Plus tard, les habitations deviennent plus conceptuelles et ne sont plus directement intégrées dans l'architecture existante. Les espaces autour des bâtiments montrent une couche plus profonde de cette histoire visionnaire de la Terre et de l'humanité. Ils rappellent les lieux de cérémonies, de rituels, dont les formes rondes de collines, les crevasses et les formations rocheuses escarpées font allusion aux organes sexuels féminins et masculins. Simonds parle de l'évolution sexuelle alambiquée de la Terre et de l'humanité. Simonds  réalise également des films.
Les habitations ont été construites à Amsterdam, Bad Godesberg, Berlin,	Brighton, Buffalo, Cambridge, Chicago, Cleveland, Dayton, Dublin, Fort Worth, Genève, Gênes, Houston, Jérusalem, Cassel, Lewiston, Londres, Minneapolis, Münster, New York (Lower East Side, Soho), Paris, Phoenix, Poughkeepsie, Sfax, Stuttgart, Toulouse, Valence, Venise, Waco et Washington.